# Fausto Ferraiuolo
Fausto Ferraiuolo (Napoli, 1965) è un musicista italiano.

## Carriera
Ha iniziato lo studio del pianoforte all'età di otto anni e si è successivamente dedicato al jazz, studiando alla S.M.I.T.S. (Scuola Musicale di Improvvisazione e Tecnica Strumentale) di Napoli, con Franco D'Andrea ai seminari di Siena Jazz e al C.P.M. (Centro Professione Musica) di Milano e con Mike Melillo alla Jazz University di Terni.
Dal 1989 il Fausto Ferraiuolo Trio (piano, contrabbasso e batteria) inizia un'intensa attività concertistica che lo ha porterà ad esibirsi in tutta Italia.
Ha collaborato con artisti quali: Tony Scott, Paolo Fresu, Maurizio Giammarco, Massimo Urbani, Pietro Condorelli, Attilio Zanchi, Daniele Sepe, Piero Leveratto, Alfred Kramer, Maurizio Bucca, Pietro Iodice.
È autore della colonna sonora del cortometraggio L'avventura di una bagnante (di I. Calvino) diretto da Francesca Sica e prodotto da RAI 3, del documentario L'erba proibita (ed. il manifesto) ed altri.
Ha eseguito sonorizzazioni dal vivo di film muti: The Strong Man di Frank Capra, Vieni, dolce morte (dell'ego) di Paolo Brunatto etc.
Dal 1998 è compositore e musicista in scena di diversi spettacoli teatrali della Compagnia Pippo Delbono (Premio UBU/Premio della critica 1997): Guerra, Esodo, Il silenzio, Gente di Plastica che lo porteranno in tournée in Israele, Palestina, Russia, Argentina, Francia, Polonia etc.
Partecipa come compositore al film-documentario della stessa compagnia, Guerra, realizzato in Palestina nel 2002/03 e presentato nel giugno scorso al Centre Georges Pompidou (Parigi).
Dal 1991 al 1995 ha insegnato pianoforte e musica d'insieme all'A.N.D.J. (Associazione Napoletana Diffusione Jazz).
Nel 1998 è stato scelto da una giuria internazionale (Steve Lacy, Chuck Israel, Gordon Beck ed altri) a partecipare al 2° Concours Internationaux de piano jazz "Martial Solal" presso il Conservatorio di Parigi.
Dal 2006 insegna piano jazz al conservatorio di Genova

## Discografia
Il suo trio ha partecipato all'incisione dei Cd Siena Jazz 1989, prod. A.J.S. (Associazione Jazzistica Senese), con Paolo Fresu, Spiritus Mundi, ed. Polo sud, con Daniele Sepe e La mia Musica, ed. Musical Team di Pietro Vitale.
Nel 1997, la casa discografica DDQ (Dischi della Quercia IREC S.p.A. Milano) pubblica il primo Cd del Fausto Ferraiuolo Trio, The secret of the Moon, che ha avuto una calda accoglienza dalla critica e un notevole successo di vendite in Giappone, Francia, etc.
Nel 1998 la stessa etichetta produce Guajon (distr. I.R.D.), una rilettura di classici napoletani come O sole mio, Anema e core, Tammurriata nera, J te voglio bene assaje e altri brani originali.
Nel 2003 ha registrato con il suo trio l'ultimo lavoro di composizioni originali: Blue and Green. È stato nominato tra i primi dieci nuovi talenti dal referendum Top Jazz indetto da musica jazz 2006. È il fondatore dell'associazione Contemporart con sede a Genova per lo sviluppo delle arti che incontrano la musica.